# Moulle
Moulle (flämisch: Monnie) ist eine Gemeinde im Norden Frankreichs mit 1.166 Einwohnern (Stand: 1. Januar 2022). Sie gehört zur Region Hauts-de-France, zum Département Nord, zum Arrondissement Saint-Omer und zum Kanton Saint-Omer.

## Geographie
Moulle liegt etwa sechs Kilometer nordwestlich von Saint-Omer und grenzt an Houlle im Norden und Westen, Serques im Süden und Osten sowie Moringhem im Südwesten. Die Gemeinde gehört zum Regionalen Naturpark Caps et Marais d’Opale.

## Bevölkerungsentwicklung
| Jahr                       | 1962 | 1968 | 1975 | 1982 | 1990 | 1999 | 2006 | 2013 |
| -------------------------- | ---- | ---- | ---- | ---- | ---- | ---- | ---- | ---- |
| Einwohner                  | 814  | 802  | 762  | 828  | 853  | 909  | 900  | 1057 |
| Quellen: Cassini und INSEE |      |      |      |      |      |      |      |      |

## Sehenswürdigkeiten
- Kirche Saint-Nicolas aus dem 18. Jahrhundert

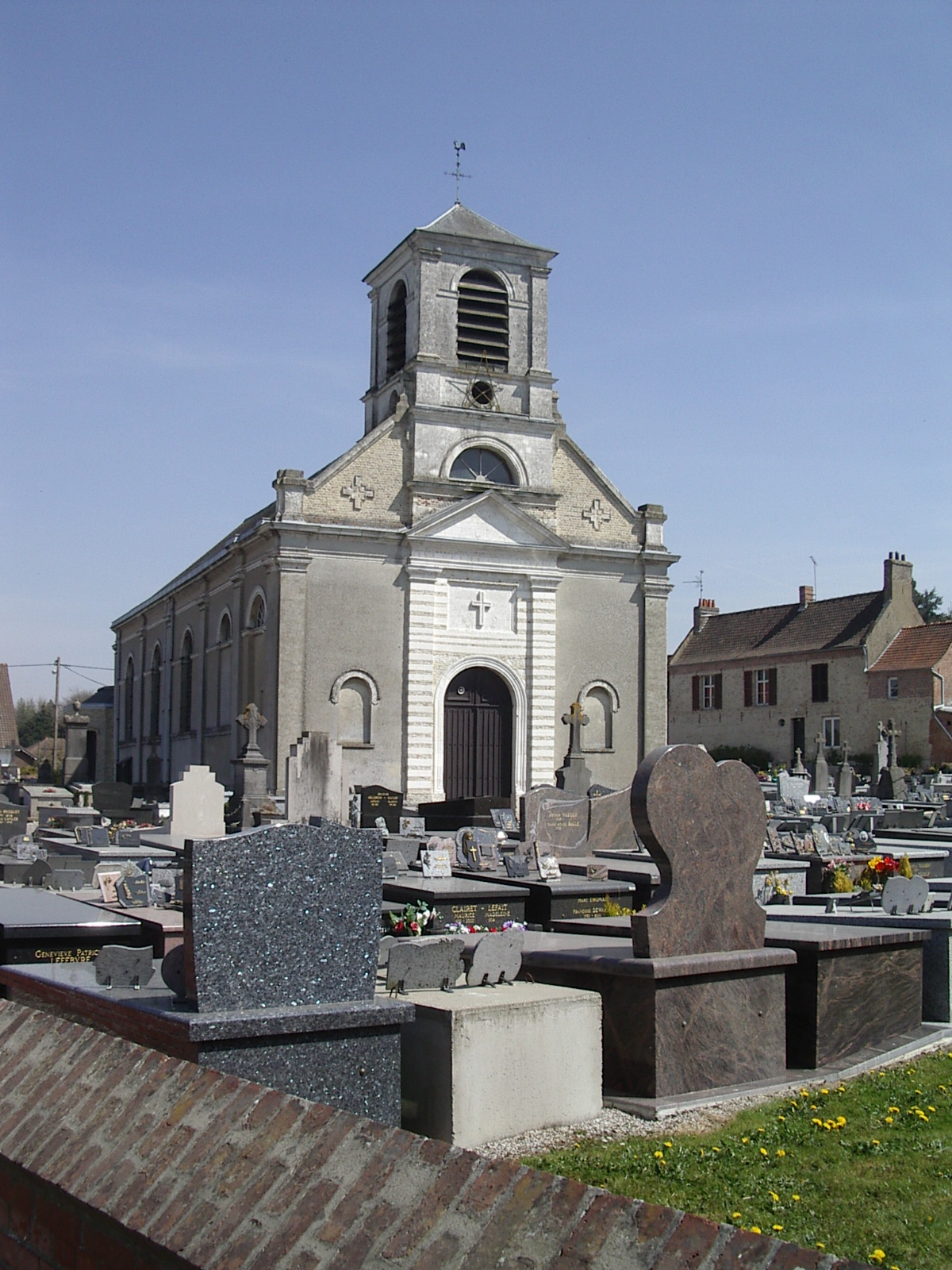
Kirche Saint-Nicolas